# Brisbane International 2025
Il Brisbane International è stato un torneo di tennis professionistico che si è giocato su campi di cemento all'aperto. È stata la 14ª edizione del torneo facente parte della categoria ATP Tour 250 nell'ambito dell'ATP Tour 2025 e della categoria WTA 500 nell'ambito del WTA Tour 2025. Si è disputata al Queensland Tennis Centre di Brisbane, in Australia, dal 29 dicembre 2024 al 5 gennaio 2025.

## Partecipanti singolare ATP

### Teste di serie
| Nazionalità | Giocatore        | Ranking* | Testa di serie |
| ----------- | ---------------- | -------- | -------------- |
| Serbia      | Novak Đoković    | 7        | 1              |
| Bulgaria    | Grigor Dimitrov  | 10       | 2              |
| Danimarca   | Holger Rune      | 13       | 3              |
| Stati Uniti | Frances Tiafoe   | 18       | 4              |
| Stati Uniti | Sebastian Korda  | 22       | 5              |
| Cile        | Alejandro Tabilo | 23       | 6              |
| Australia   | Alexei Popyrin   | 24       | 7              |
| Australia   | Jordan Thompson  | 26       | 8              |

* Ranking al 23 dicembre 2024.

### Altri partecipanti
I seguenti giocatori hanno ricevuto una wildcard per il tabellone principale:
- Rinky Hijikata
- Aleksandar Vukic
- Adam Walton

I seguenti giocatori sono entrati in tabellone con il ranking protetto:
- Nick Kyrgios
- Reilly Opelka

I seguenti giocatori sono entrati in tabellone passando dalle qualificazioni:

- Nishesh Basavareddy
- Benjamin Bonzi
- Federico Agustín Gómez
- Yannick Hanfmann
- Michail Kukuškin
- Yoshihito Nishioka

I seguenti giocatori sono entrati in tabellone come lucky loser:
- Dušan Lajović

### Ritiri
Prima del torneo
- Sebastián Báez → sostituito da  Arthur Cazaux
- Marcos Giron → sostituito da  Arthur Rinderknech
- Thanasi Kokkinakis → sostituito da  Christopher O'Connell
- Sebastian Korda → sostituito da  Dušan Lajović

## Partecipanti doppio ATP

### Teste di serie
| Nazionalità | Giocatore          | Nazionalità   | Giocatore       | Ranking* | Testa di serie |
| ----------- | ------------------ | ------------- | --------------- | -------- | -------------- |
| Croazia     | Nikola Mektić      | Nuova Zelanda | Michael Venus   | 23       | 1              |
| Finlandia   | Harri Heliövaara   | Regno Unito   | Henry Patten    | 30       | 2              |
| Stati Uniti | Nathaniel Lammons  | Stati Uniti   | Jackson Withrow | 38       | 3              |
| Regno Unito | Joe Salisbury      | Regno Unito   | Neal Skupski    | 51       | 4              |
| Regno Unito | Julian Cash        | Regno Unito   | Lloyd Glasspool | 60       | 5              |
| Regno Unito | Jamie Murray       | Australia     | John Peers      | 62       | 6              |
| Stati Uniti | Austin Krajicek    | Stati Uniti   | Rajeev Ram      | 73       | 7              |
| Colombia    | Nicolás Barrientos | Belgio        | Sander Gillé    | 80       | 8              |

* Ranking al 23 dicembre 2024.

### Altri partecipanti
Le seguenti coppie di giocatori hanno ricevuto una wildcard per il tabellone principale:
- Novak Đoković /  Nick Kyrgios
- Christopher O'Connell /  Jordan Thompson

La seguente coppia di giocatori è entrata in tabellone come alternate:
- Rinky Hijikata /  Jason Kubler
- Tristan Schoolkate /  Adam Walton

### Ritiri
Prima del torneo
- Grigor Dimitrov /  Sebastian Korda → sostituiti da  Tristan Schoolkate /  Adam Walton
- Joe Salisbury /  Neal Skupski → sostituiti da  Rinky Hijikata /  Jason Kubler

## Partecipanti singolare WTA

### Teste di serie
| Nazionalità | Giocatore              | Ranking* | Testa di serie |
| ----------- | ---------------------- | -------- | -------------- |
|             | Aryna Sabalenka        | 1        | 1              |
| Stati Uniti | Emma Navarro           | 8        | 2              |
|             | Dar'ja Kasatkina       | 9        | 3              |
| Spagna      | Paula Badosa           | 12       | 4              |
|             | Diana Šnajder          | 13       | 5              |
|             | Anna Kalinskaja        | 14       | 6              |
| Lettonia    | Jeļena Ostapenko       | 15       | 7              |
|             | Mirra Andreeva         | 16       | 8              |
| Ucraina     | Marta Kostyuk          | 18       | 9              |
|             | Viktoryja Azaranka     | 20       | 10             |
| Polonia     | Magdalena Fręch        | 25       | 11             |
| Rep. Ceca   | Linda Nosková          | 26       | 12             |
|             | Ljudmila Samsonova     | 27       | 13             |
|             | Ekaterina Aleksandrova | 28       | 14             |
| Kazakistan  | Julija Putinceva       | 29       | 15             |
| Ucraina     | Dajana Jastrems'ka     | 33       | 16             |

* Ranking al 23 dicembre 2024.

### Altri partecipanti
I seguenti giocatori hanno ricevuto una wildcard per il tabellone principale:
- Kimberly Birrell
- Talia Gibson
- Maya Joint

La seguente giocatore è entrata in tabellone con il ranking protetto:
- Zheng Saisai

I seguenti giocatori sono entrati in tabellone passando dalle qualificazioni:

- Sára Bejlek
- Ana Bogdan
- Priscilla Hon
- Maddison Inglis
- Polina Kudermetova
- Anca Todoni

### Ritiri
Prima del torneo
- Jessica Pegula → sostituita da  Suzan Lamens

## Partecipanti doppio WTA

### Teste di serie
| Nazionalità   | Giocatore      | Nazionalità | Giocatore         | Ranking* | Testa di serie |
| ------------- | -------------- | ----------- | ----------------- | -------- | -------------- |
| Taipei cinese | Chan Hao-ching | Ucraina     | Ljudmyla Kičenok  | 20       | 1              |
| Kazakistan    | Anna Danilina  |             | Irina Chromačëva  | 40       | 2              |
| Ucraina       | Marta Kostjuk  | Lettonia    | Jeļena Ostapenko  | 66       | 3              |
| Cina          | Guo Hanyu      |             | Aleksandra Panova | 66       | 4              |

* Ranking al 23 dicembre 2024.

### Altri partecipanti
Le seguenti coppie di giocatori hanno ricevuto una wildcard per il tabellone principale:
- Talia Gibson /  Maya Joint
- Priscilla Hon /  Anna Kalinskaja

La seguente giocatore è entrata in tabellone con il ranking protetto:
- Xu Yifan /  Yang Zhaoxuan

## Punti
| Evento              | V   | F   | SF  | QF  | 3T   | 2T   | 1T | Q    | Q2   | Q1   |
| Singolare maschile  | 250 | 165 | 100 | 50  | N.D. | 25   | 0  | 13   | 7    | 0    |
| Doppio maschile     | 250 | 150 | 90  | 45  | N.D. | 20   | 0  | N.D. | N.D. | N.D. |
| Singolare femminile | 500 | 325 | 195 | 108 | 60   | 32   | 1  | 25   | 13   | 1    |
| Doppio femminile    | 500 | 325 | 195 | 108 | N.D. | N.D. | 1  | N.D. | N.D. | N.D. |

## Montepremi
| Evento              | V        | F        | SF      | QF      | 3T      | 2T      | 1T      | Q2     | Q1     |
| Singolare maschile  | 96 985$  | 56 580$  | 33 055$ | 18 685$ | N.D.    | 10 955$ | 6 580$  | 3 480$ | 1 865$ |
| Doppio maschile*    | 35 570$  | 18 510$  | 9 770$  | 5 450$  | N.D.    | 2 980$  | 1 660$  | N.D.   | N.D.   |
| Singolare femminile | 192 475$ | 120 735$ | 69 650$ | 35 000$ | 17 750$ | 12 300$ | 10 660$ | 8 900$ | 4 585$ |
| Doppio femminile*   | 75 820$  | 48 590$  | 26 830$ | 14 000$ | N.D.    | N.D.    | 9 530$  | N.D.   | N.D.   |

*per team

## Campioni

### Singolare maschile
Jiří Lehečka ha sconfitto in finale  Reilly Opelka con il punteggio di 4-1, rit..
• È il secondo titolo in carriera per Lehečka, il primo in stagione.

### Singolare femminile
Aryna Sabalenka ha sconfitto in finale  Polina Kudermetova con il punteggio di 4-6, 6-3, 6-2.
• È il diciottesimo titolo in carriera per Sabalenka, il primo in stagione.

### Doppio maschile
Julian Cash /  Lloyd Glasspool hanno sconfitto in finale  Jiří Lehečka /  Jakub Menšík con il punteggio di 6-3, 6(2)-7, [10-6].

### Doppio femminile
Mirra Andreeva /  Diana Šnajder hanno sconfitto in finale  Priscilla Hon /  Anna Kalinskaja con il punteggio di 7-6(6), 7-5.